# Have You Ever?
«Have You Ever?» — песня американской соул-исполнительницы Брэнди из её второго студийного альбома Never Say Never (1998). Песня была написана Дайаной Уоррен, а продюсированием занимался Дэвид Фостер. Она была выпущена в качестве третьего сингла альбома на лейбле Atlantic Records в октябре 1998 года. Песня стала второй песней Норвуд, которая достигла первой строчки в американском чарте Billboard Hot 100, после того как «The Boy Is Mine» заняла первое место во многих мировых чартах. Первая песня также достигла первого места в Новой Зеландии, второго — в Исландии, восьмого — в Австралии, а также попала в топ-30 в Канаде, Ирландии и Великобритании.
В клипе на песню, снятом Кевином Брэем, Норвуд присматривает за пустым домом своего лучшего друга, в которого она тайно влюблена, и ждёт его возвращения, просматривая видеоклипы с их участием. На церемонии MTV Video Music Awards 1999 года клип был номинирован на звание лучшего R&B-видео, но в итоге уступил песне Лорин Хилл «Doo Wop (That Thing)». Видео имело большой успех на музыкальных видеоканалах BET и MTV, где заняло четвёртое и третье места соответственно. После выхода песни Норвуд исполнила её на нескольких телепередачах, включая American Music Awards 1999, The Tonight Show with Jay Leno и VH1 Divas 1999. После релиза песня «Have You Ever?» стала часто включаться в сетлисты концертов и туров певицы, в том числе Never Say Never World Tour и Human World Tour.

## Отзывы
Песня была встречена музыкальными критиками в целом неоднозначно. В своей рецензии на сингл для Billboard журналист Чак Тейлор отметил, что «трудно представить этот сингл как нечто иное, чем ещё одна жемчужина в короне принцессы поп-музыки и современного R&B». Он назвал мелодию песни «мгновенно приятной, с пропитанным гармонией хуком, который запоминается уже после пары прослушиваний», и заключил, что «Have You Ever?» — «яркий пример того, как всего за несколько коротких лет Бренди доказала, что является одной из самых разносторонних и многообещающих звёзд на быстром пути к королевскому титулу суперзвезды». Ричард Харрингтон из The Spokesman-Review назвал песню «роскошной […] неизбежной пауэр-балладой, написанной Дайаной Уоррен», которая «так и просится быть переделанной в дуэт, возможно, с Ашером?».
В негативной рецензии на Never Say Never Анджела Льюис из The Independent отметила, что «голос Норвуд — чистый мёд, но ей не хватает настоящего мастерства в таких треках, как „Have You Ever?“, что показывает, что она лучше играет по правилам, чем что-либо ещё». Дэрил Исли из BBC Music написал, что [работая с сессионными игроками калибра басиста Натана Иста и Дэвида Фостера на клавишных, «Never Say Never» была нацелена на самую широкую аудиторию. Наиболее ярко это проявилось в песне «Have You Ever?». Она уточнила, что «баллада звучит слишком шаблонно и нестандартно, нацелена на вершину хит-парада». Music Week назвал «Have You Ever?» изюминкой альбома и выразил мнение, что она обязательно достигнет такого же успеха, как и предыдущие синглы. Грант Ринднер из Oprah Magazine назвал эту песню «медленно сгорающим и душевным возвращением», а голос Норвуд — «сложной и узловатой гармонией».

## Список треков
| №  | Название                                                  | Длительность |
| -- | --------------------------------------------------------- | ------------ |
| 1. | «Have You Ever?» (сингловая версия)                       | 3:32         |
| 2. | «Top of the World» (ремикс при участии Fat Joe и Big Pun) | 4:07         |

| №  | Название                               | Длительность |
| -- | -------------------------------------- | ------------ |
| 1. | «Have You Ever?» (радиоверсия)         | 4:10         |
| 2. | «Happy»                                | 4:06         |
| 3. | «Have You Ever?» (альбомная LP версия) | 4:31         |

| №  | Название                            | Длительность |
| -- | ----------------------------------- | ------------ |
| 1. | «Have You Ever?» (радиоверсия)      | 4:10         |
| 2. | «Have You Ever?» (альбомная версия) | 4:36         |

| №  | Название                                                                  | Длительность |
| -- | ------------------------------------------------------------------------- | ------------ |
| 1. | «Have You Ever?» (радиоверсия)                                            | 3:33         |
| 2. | «Have You Ever?» (альбомная версия)                                       | 4:31         |
| 3. | «Top of the World» (Boogie Soul ремикс при участии Mase)                  | 4:43         |
| 4. | «Top of the World (Part II)» (клубный микс при участии Fat Joe и Big Pun) | 5:15         |

## Чарты

### Еженедельные чарты
| Чарт (1998—1999)                           | Высшая позиция |
| ------------------------------------------ | -------------- |
| Австралия (ARIA)                           | 8              |
| Бельгия/Фландрия (Ultratip Bubbling Under) | 3              |
| Канада CHR/Top 40 (BDS)                    | 6              |
| Канада (RPM Top Singles)                   | 13             |
| Канада (RPM Adult Contemporary)            | 15             |
| Канада (RPM Dance/Urban)                   | 9              |
| Канада (Nielsen SoundScan)                 | 20             |
| Европа (European Hot 100 Singles)          | 59             |
| Франция (SNEP)                             | 85             |
| Германия (GfK)                             | 58             |
| Исландия (Íslenski Listinn Topp 40)        | 2              |
| Ирландия (IRMA)                            | 25             |
| Нидерланды (Dutch Top 40)                  | 22             |
| Нидерланды (Single Top 100)                | 23             |
| Новая Зеландия (Recorded Music NZ)         | 1              |
| Шотландия (OCC Scotland)                   | 26             |
| Швеция (Sverigetopplistan)                 | 57             |
| Великобритания (OCC UK Singles)            | 13             |
| Великобритания (OCC UK Hip Hop/R&B)        | 4              |
| США (Billboard Hot 100)                    | 1              |
| США (Billboard Adult Contemporary)         | 25             |
| США (Billboard Hot R&B/Hip-Hop Songs)      | 2              |
| США (Billboard Pop Airplay)                | 3              |
| США (Billboard Rhythmic)                   | 1              |

## Сертификации
| Регион | Сертификация | Продажи |
| --- | ------------ | ------- |
| Австралия (ARIA) | Платиновый   | 70 000^ |
| Новая Зеландия (RMNZ) | Золотой      | 5000*   |
| * Данные о продажах приведены только на основе сертификации. ^ Данные о тиражах приведены только на основе сертификации. |              |         |